# Alejandro Comneno Asen
Alejandro Comneno Asen (en búlgaro: Александър Комнин Асен, en serbio: Александър Комнин Асен; fallecido antes de 1372) gobernante de Valona después de la muerte de su padre, Juan Comneno Asen, en 1363. La información, según la cual Alejandro Comneno Asen, llevaba el título de déspota, como su padre, no está disponible. En fuentes búlgaras se le conoce como «sebasto de Valona» y «señor de Kanina y Valona».

## Biografía
Alejandro Comneno Asen nació alrededor de 1346 o 1348 y era hijo del déspota de Valona, Juan Comneno Asen, y su primera esposa. No hay datos sobre la madre de Alejandro; su padre era el segundo hijo del noble búlgaro Sracimir, déspota de Kran, y Keratsa Petritsa, hermana del zar Miguel Shishman de Bulgaria. Casi nada se sabe sobre el propio Alejandro. Heredó las tierras en la costa del Adriático a la muerte de su padre.
El nuevo gobernante de Valona, al igual que su padre, apoyó a Simeón Uroš, durante el colapso del Imperio serbio. También continuó, como su padre, manteniendo estrechas relaciones comerciales con la República de Ragusa, cuya ciudadanía adquirió, así como con Venecia. Lo más probable es que falleciera poco después de participar en la batalla de Maritza contra los turcos otomanos o antes: El historiador John Fine escribe que el nombre de Alejandro es mencionado las fuentes contemporáneas por última vez en 1368, además, en 1366 el señor de Kanina ya figuraba en la lista de representantes del clan albanés Kastrioti (probablemente el antepasado de Gjon Kastrioti y Skanderbeg). Después de la muerte de Alejandro su hermana, Xenia Comena, se casó en 1372 con Balša II Balšić, señor de Zeta. Como dote, Balša II recibió el Principado de Valona.